# Ekonomia finansowa
Ekonomia finansowa – dziedzina ekonomii, która zajmuje się analizą decyzji podejmowanych przez jednostki oraz osoby zarządzające, a także wzajemnym oddziaływaniem tych decyzji z cenami aktywów finansowych. 
Ekonomia finansowa obejmuje m.in. następujące obszary tematyczne: podejmowanie decyzji inwestycyjnych, ryzyko inwestycyjne, ocena projektów inwestycyjnych, modele wyceny aktywów, kontrakty terminowe, finanse przedsiębiorstwa.
Niektóre obszary tematyczne związane z ekonomią finansową pokrywają się częściowo z zagadnieniami z dziedziny mikroekonomii i finansów.